# 성백현
성백현(成白玹, 1959년 ~)은 대한민국의 법관이다. 제39대 서울가정법원장을 역임한 법관이다.

## 생애
1959년 경상북도 상주시에서 태어난 성백현은 용산고등학교와 서울대학교 법학과를 졸업하고 제23회 사법시험 합격해 제13기 사법연수원과 군 법무관을 마치고 서울지방법원 남부지원 판사에 임용되었다. 
이후 서울민사지방법원, 청주지방법원, 서울지방법원 동부지원, 서울고등법원에서 판사를 하다가 대법원 재판연구관을 거쳐 춘천지방법원 강릉지원, 수원지방법원, 서울행정법원, 서울서부지방법원, 대전고등법원, 서울고등법원에서 부장판사를 하였으며 춘천지방법원 강릉지원에서 재직할 때는 지원장, 대전고등법원에서 재직할 때는 수석부장판사를 겸하였다.
2013년 2월에 법원장으로 승진한 성백현은 제주지방법원, 서울북부지방법원을 거쳐 2017년 2월에 서울가정법원으로 전보되어 법원장을 하고 있다. 제주지방법원 법원장으로 재직할 때 제53대 제주특별자치도선거관리위원회 위원장을 겸직하였으며 서울북부지방법원에서 법원장을 마치고 2015년 2월에 서울고등법원 부장판사로 복귀하였다. 서울가정법원에서 법원장을 하고 있는 2018년 3월에 62억 8197만원의 재산을 신고하여 사법부 내에서 조경란, 최상열에 이어 3번째로 많은 재산을 신고했다.
제39대 서울가정법원 법원장으로 있던 2019년 1월 28일에 있었던 대법원 인사에서 원로법관으로 지명돼 1심 재판을 맡게 되면서 서울중앙지방법원 판사에 임명되었다.

## 주요 판결
서울행정법원 부장판사 재직할 때 "행정청(보건복지부)의 고시가 그 자체로 직접 국민의 구체적인 권리의무나 법률관계를 규율하는 성격을 가질 때에는 항고소송의 대상이 되는 행정처분에 해당한다"는 판결했으며, 산업재해 후유증에 따른 고통으로 자살을 한 사람에게도 업무상재해를 인정하였다.
제주지방법원장으로 재직할 때는 도교육청과 업무협약을 체결하여 형사모의재판 경연대회, 법문화 체험 프로그램 등을 실시했으며 광주고등법원 제주부 재판장으로도 재판을 심리하여 2006년에 제주실천연대 준비위원회라는 이적단체를 구성해 북한의 활동을 찬양·선전할 목적 등으로 이적표현물을 제작, 배포한 국가보안법 위반 등으로 기소된 피고인에 대한 항소심에서 징역 1년6월 집행유예 3년, 자격정지 1년6월, 다른 피고인 4명에 대해서는 징역 1년 집행유예 2년, 자격정지 1년이 선고하면서 피고인 전원에 대한 보호관찰을 명했다.